# كلود تشارلز
كلود تشارلز (بالفرنسية: Claude Charles)‏ هو رسام فرنسي، ولد في 1661 في نانسي في فرنسا، وتوفي بنفس المكان في 1747.